# Gosnold (Massachusetts)
Gosnold é uma vila localizada no condado de Dukes no estado estadounidense de Massachusetts. No Censo de 2010 tinha uma população de 75 habitantes e uma densidade populacional de 0,21 pessoas por km².

## Geografia
Gosnold encontra-se localizado nas coordenadas 41° 26′ 43″ N, 70° 51′ 30″ O. Segundo o Departamento do Censo dos Estados Unidos, Gosnold tem uma superfície total de 363.04 km², da qual 34.15 km² correspondem a terra firme e (90.59%) 328.89 km² é água.

## Demografia
Segundo o censo de 2010, tinha 75 pessoas residindo em Gosnold. A densidade populacional era de 0,21 hab./km². Dos 75 habitantes, Gosnold estava composto pelo 96% brancos, o 0% eram afroamericanos, o 0% eram amerindios, o 0% eram asiáticos, o 0% eram insulares do Pacífico, o 0% eram de outras raças e o 4% pertenciam a duas ou mais raças. Do total da população o 0% eram hispanos ou latinos de qualquer raça.